# Arphax signatus
Arphax signatus är en insektsart som beskrevs av Brunner von Wattenwyl 1907. Arphax signatus ingår i släktet Arphax och familjen Phasmatidae. Inga underarter finns listade i Catalogue of Life.